# 세레나 (영화)
《세레나》(영어: Serena)는 2014년 개봉한 미국, 프랑스의 드라마 영화이다. 수사네 비르가 감독하고 크리스토퍼 카일이 각본을 썼다. 론 래시의 2008년 동명의 소설을 기반으로 한다. 브래들리 쿠퍼, 제니퍼 로렌스, 리스 이판, 숀 해리스와 토비 존스가 출연한다. 1930년대 노스 캐롤라이나에서 목재 사업을 운영하는 신혼 부부의 이야기를 그린다.
이 영화는 2014년 10월 13일, BFI 런던 영화제에사 초연 되었고, 2014년 10월 24일 영국, 2014년 11월 12일 프랑스에서 개봉되었다. 미국에서는 매그놀리아 픽처스에서 배급하였다. 이 영화는 2015년 3월 27일에 한정 개봉이 되기 전에 2015년 2월 26일 주문형 비디오(VOD)와 디지털 상점에서 모두 공개되었다.

## 출연
- 브래들리 쿠퍼 - 조지 펨버튼 역
- 제니퍼 로렌스 - 세레나 펨버튼 (결혼 전 성씨는 쇼우) 역
- 리스 이반스 - 갤로웨이 역
- 숀 해리스 - 캠벨 역
- 토비 존스 - 보안관 맥도웰 역
- 샘 리드 - 조 본 역
- 다비드 덴시크 - 뷰캐넌 역
- 콘리스 힐 - 체니 박사 역
- 블레이크 릿슨 - 로벤슈타인 역
- 네드 데네히 - 레드베터 역
- 채러티 웨이크필드 - 아게타 역
- 마이클 라이언 - 콜드필드 역
- 킴 보드니아 - 에이브 헤르먼 역
- 이나 울라루 - 레이첼 헤르먼 역
- 보딜 예르겐센 - 슬론 부인 역
- 더글러스 호지 - 호러스 켑하트산 역